# Guibemantis punctatus
Guibemantis punctatus är en groddjursart som först beskrevs av Rose M.A. Blommers-Schlösser 1979.  Guibemantis punctatus ingår i släktet Guibemantis och familjen Mantellidae. IUCN kategoriserar arten globalt som otillräckligt studerad. Inga underarter finns listade i Catalogue of Life.